# Cosmic Wars
Cosmic Wars (コズミックウォーズ Kozumikku Wōzu?) es un videojuego de estrategia por turnos producido por Konami en 1989 basado en los personajes y conflictos de la popular serie de videojuegos Gradius. Fue publicado únicamente en Japón. El juego tuvo una secuela en 1997 con Paro Wars, que es el equivalente de Cosmic Wars con la serie Parodius.
El objeto de Cosmic Wars es usar un ejército compuesto por personajes de Gradius (Vic Vipers y Big Cores) y luchar contra los enemigos en varios sistemas estelares. El jugador puede jugar como el Imperio Bacterion o como las fuerzas de Gradius. Hay muchos tipos de unidades diferentes, desde pequeños cazas a grandes naves capitales.